# Остін Макфі
Остін Макфі (англ. Austin MacPhee, нар. 11 жовтня 1979) — шотландський футболіст. По завершенні ігрової кар'єри — тренер.

## Ігрова кар'єра
Макфі був гравцем молодіжної команди «Форфар Атлетік», але не потрапив до першої команди. Він переїхав до Сполучених Штатів у віці 20 років і три роки грав у коледжський футбол за «УНК Вілмінгтон Сігоукс». Потім він провів один рік у румунському клубі «Дачіа Уніря» (Бреїла) і три роки в Японії за клуб «Карія», де він завершив свою ігрову кар'єру..

## Тренерська кар'єра

### Робота у Шотландії
Розпочав тренерську кар'єру, очоливши аматорський клуб «Купар Гартс». У своєму першому сезоні на посаді головного тренера Макфі привів його до перемоги в аматорському Кубку Файф вперше за 112 років і до фіналу аматорського Кубку Шотландії, що пройшов на «Гемпден-Парку». Наступного року він покинув клуб, ставши помічником головного тренера в клубі «Ковденбіт». Головний тренер клубу Денні Леннон запросив Макфі після того, як побачив його тренерські здібності та відзначив його успіх у «Купар Гартс». За час, коли Макфі працював у штабі Леннона, клуб зумів вийти з Дивізіону II до шотландського Чемпіоншипу.
Після їхнього успіху Леннона запросили до команди шотландської Прем'єр-ліги «Сент-Міррен», куди головний тренер взяв і свого помічника. За допомогою тренерського штабу Леннона клуб досяг свого найвищого результату в Прем'єр-лігу в 2012 році, посівши 8-е місце, після чого виграв свій перший трофей за 27 років — Кубок шотландської ліги у 2013 році, а потім повторив 8-е місце в 2014 році. До складу команди входили троє молодих гравців, які згодом почали грати в англійській Прем'єр-лізі Джон Макгінн, Кенні Маклін і Пол Даммет.
Макфі працював з національною збірною Мексики на чемпіонаті світу 2014 року і відповідав за аналіз суперників, оскільки Мексика найняла його та аналітика «Атлетіко Мадрид» Антоніо Переса.

### Збірна Північної Ірландії
Макфі покинув «Сент-Міррені» в березні 2014 року, щоб стати помічником тренера національної збірної Північної Ірландії Майкла О'Ніла. Макфі вперше приєднався до команди на грі в Монтевідео, у травні 2014 року, коли вони готувалися до відбіркової кампанії Євро-2016. У своїй першій кваліфікаційній кампанії, працюючи з О'Ніллом, команда зробила історичний старт, вигравши свої перші три гри і продовжуючи підтримувати свою форму завдяки відмінним виступам проти Фінляндії, Румунії та Угорщини. Після домашньої перемоги над Грецією з рахунком 3:1 Північна Ірландія вперше в історії забезпечила собі кваліфікацію на чемпіонат Європи і стала переможцем груп. Після матчу головний тренер Майкл О'Ніл похвалив зусилля Макфі та його «нав'язливу увагу до деталей» на BBC Radio 5 Live, а також його чудову роботу зі стандартами, які принесли 11 голів у кваліфікації.
Нічия в Гельсінкі забезпечила збірній перше місце у відбірковій групі і північноірландці стали першою командою в історії, яка виграла групу, потрапивши до неї з п'ятого кошика. Після того, як Північна Ірландія розгромила Словенію з рахунком 1:0 у Белфасті, команда створила історію, провівши 10 ігор без поразок, колишній воротар «Манчестер Юнайтед» Рой Керролл і головний тренер Майкл О'Ніл похвалили інноваційну роботу Макфі і детальну роботу з гравцями, під час підготовки до Євро-2016.
На самому чемпіонаті Європи збірна програла Німеччині та Польщі, але вийшла в плей-оф завдяки історичній перемозі над Україною з рахунком 2:0 у Ліоні. Північна Ірландія вибула з турніру у 1/8 фіналу від Уельсу, пропустивши єдиний гол після автоголу Маколі з навісу Гарета Бейла.
Макфі продовжував працювати одним з помічників тренера О'Ніла в загальній складності в 63 матчах збірною, поки О'Ніл не залишив посаду, щоб очолити «Сток Сіті». Було оголошено, що Макфі залишився в Північній Ірландії, коли Іен Бараклаф був призначений наступником О'Ніла.
6 грудня 2016 року Макфі погодився стати помічником тренера Іана Катро в «Гарт оф Мідлотіан». Клуб оголосив, що Макфі паралельно продовжить співпрацю зі збірною Північної Ірландії. Макфі офіційно покинув «Гартс» 31 травня 2020 року, після закінчення терміну його контракту.
Після уходу з «Гартс» Макфі приєднався до «Мідтьюлланна» у Данії, який пройшов кваліфікацію до групового етапу Ліги чемпіонів, де мав зіграти з «Ліверпулем», «Аталантою» та «Аяксом». Ірландська футбольна асоціація оголосила, що Макфі паралельно продовжить співпрацю з Північною Ірландією.

### «Астон Вілла» і збірна Шотландії
У серпні 2021 року Макфі покинув данський клуб і приєднався до «Астон Вілли» з англійської Прем'єр-ліги. В черговий раз Ірландська футбольна асоціація спочатку заявила, що Макфі продовжить роботу зі збірною Північної Ірландії
Втім пізніше, у серпні 2021 року, Макфі залишив свою посаду в Північній Ірландії, щоб обійняти посаду помічника тренера у національній збірній Шотландії, паралельно з роботою в «Астон Віллі».